# Président de la république du Nicaragua
Co-présidents de la république du Nicaragua
Les co-présidents de la république du Nicaragua (en espagnol : Co-presidentes de la República de Nicaragua), désignés officiellement comme la présidence de la république du Nicaragua, sont les deux chefs d'État et de gouvernement du Nicaragua, en vertu de la constitution du pays. 
Jusqu'en 2025, le rôle de chef d'État et de gouvernement était exercé uniquement par une seule personne, le président ou la présidente. Suite à la révision constitutionnelle en 2024, entrée en vigueur l'année suivante, c'est un homme et une femme, désignés collectivement co-présidents de la république du Nicaragua, qui exercent conjointement le pouvoir exécutif dans le cadre d'une diarchie présidentielle.
Les titulaires actuels sont Daniel Ortega, qui était président depuis le 10 janvier 2007, et son épouse, Rosario Murillo, co-présidente de la République depuis le 18 février 2025.

## Historique
De 1825 à la Constitution de 1838, le Nicaragua fait partie de la république fédérale d'Amérique centrale et est dirigé localement par un chef de l'État (Jefe de Estado). Après la dissolution de la fédération en 1838 et jusqu'en 1854, la fonction est assurée par un directeur suprême (Supremo Director).

## Système électoral
Le président de la République est élu au scrutin uninominal majoritaire à un tour pour un mandat de cinq ans, sans limitation du nombre de mandats. Il est élu en même temps que son vice-président, qui se présente avec lui en tant que colistier, pour un même mandat.
Jusqu'en 1995, le président de la République est élu pour un mandat de six ans, puis la durée est réduite à cinq ans. Par ailleurs, le mandat est renouvelable une fois de manière non consécutive avec un maximum de deux mandats pour le titulaire. Cette limite de mandat est contournée en 2009 pour permettre à Ortega de briguer un troisième mandat, le deuxième consécutif. Une révision constitutionnelle en 2024 vient rétablir le mandat présidentiel pour une période de six ans.
Avant la révision constitutionnelle effectuée en 2014 sous la présidence de Daniel Ortega qui abroge aussi la limite de mandats présidentiels, le système comportait la possibilité d'un second tour. Le président était en effet élu selon une forme modifiée du scrutin uninominal majoritaire à deux tours. Un candidat était élu dès le premier tour s'il arrivait en tête et réunissait plus de 40 % des voix, ou 35 % des voix avec au moins 5 % de plus que son adversaire le plus proche. À défaut, un second tour était organisé dans les quarante-cinq jours entre les deux candidats arrivés en tête au premier, et celui qui recueillait le plus de voix était élu,. Avant 2000, le seuil à atteindre pour éviter un second tour était de 45 %.
Depuis le 30 janvier 2025, faisant suite à la révision constitutionnelle de 2024, la présidence est exercée par deux personnes, un homme et une femme, désignés respectivement « co-président » et « co-présidente ». 